# Aproximação frustrada

Procedimentos terminais para uma abordagem ILS, incluindo instruções de abordagem perdida (destacadas em vermelho).

A aproximação frustrada é um procedimento seguido por um piloto quando uma aproximação por instrumentos não pode ser concluída para uma aterrissagem completa. As instruções para a aproximação frustrada podem ser atribuídas pelo controle de tráfego aéreo (ATC) antes da autorização para a aproximação. Se o ATC não tiver emitido instruções específicas antes da aproximação e uma aproximação perdida for executada, o piloto deve seguir o procedimento de aproximação perdida padrão especificado para a aproximação. Antes de iniciar a aproximação, se o piloto acreditar que uma aproximação frustrada pode ocorrer, ele ou ela pode fazer uma solicitação específica ao ATC caso ocorra. Tal solicitação pode incluir instruções de rumo e altitude para evitar atrasos em voo e manobrar eficientemente a aeronave para sua próxima tentativa de pouso ou desvio para um aeroporto alternativo.
Geralmente, se um piloto determina no momento em que a aeronave está na altura de decisão (para uma aproximação de precisão) ou ponto de aproximação falhada (para uma aproximação de não precisão), que a pista ou seu ambiente não está à vista, ou que um seguro o pouso não pode ser realizado por qualquer motivo, a aproximação de pouso deve ser interrompida (arremetida) e o procedimento de aproximação frustrada deve ser iniciado imediatamente. Também é comum que os pilotos pratiquem uma abordagem perdida como parte do treinamento inicial ou recorrente do instrumento. Nesses casos, um piloto pode executar várias abordagens por instrumento em uma linha, com abordagens perdidas entre eles.
O procedimento de aproximação frustrada normalmente inclui um rumo ou pista inicial a seguir e a altitude para a qual subir, normalmente seguido por instruções em um ponto de navegação próximo. O piloto deve informar o ATC por rádio do início da aproximação frustrada o mais rápido possível. O ATC pode simplesmente reconhecer a chamada de aproximação frustrada ou modificar as instruções de aproximação perdidas, por exemplo, com vetores para outro ponto. O ATC pode subsequentemente liberar o voo para uma outra tentativa no mesmo aeroporto ou liberá-lo para um aeroporto alternativo, dependendo das intenções do piloto, bem como de combustível, clima e considerações de tráfego.